# ニコラ・ピエトランジェリ
ニコラ・ピエトランジェリ (Nicola Pietrangeli, 1933年9月11日 - ) は、チュニジア・チュニス生まれのイタリアの男子テニス選手。。1959年, 1960年全仏選手権_男子シングルス2連覇を達成し、イタリア人のテニス選手として最初の4大大会優勝者になった。1954年から1972年までデビスカップイタリア代表選手を務めたピエトランジェリは、当時のイタリア・スポーツ界を象徴するような存在だった。彼は「ニッキー」(Nicky) という愛称で呼ばれた。

## 来歴
ニコラ・ピエトランジェリは1954年から現役引退する1972年まで18年間デビスカップイタリア代表選手だった。デ杯代表選手となった翌年、1955年全仏選手権男子ダブルスで、ピエトランジェリはデ杯のチームメートであるオルランド・シローラと組んで初めての4大大会決勝進出を果たしたが、ビック・セイシャス/トニー・トラバート組に1-6, 6-4, 2-6, 4-6で敗れ、最初の挑戦では準優勝に終わっている。この年、デ杯イタリア代表はヨーロッパ・ゾーン決勝でスウェーデンを勝ったが、インターゾーン決勝でオーストラリアに5戦全敗で敗れた。ピエトランジェリとシローラのペアは、1956年ウィンブルドン選手権男子ダブルスでも準優勝がある。1959年全仏選手権男子シングルス・男子ダブルスの単複2冠を獲得し、テニス経歴の全盛期を迎えた。男子シングルス決勝ではイアン・フェルマークに3-6, 6-3, 6-4, 6-1で勝ち、シローラとのダブルスではロイ・エマーソン/ニール・フレーザー組を6-3, 6-2, 14-12で破って、4年ぶり2度目の決勝進出で初優勝を決めた。こうして、ピエトランジェリはイタリア人のテニス選手として最初の4大大会優勝者になり、イタリアの国民的英雄として尊敬を集めるようになった。
1960年全仏選手権では男子シングルス決勝でルイス・アヤラを3-6, 6-3, 6-4, 4-6, 6-3で破り、大会2連覇を達成した。この年は、あまり得意ではないウィンブルドン選手権でロッド・レーバーとの準決勝に進出している。デビスカップイタリア代表は1960年に初めてのワールドグループ決勝に勝ち上がった。ヨーロッパ・ゾーンを制した後インターゾーン決勝でアメリカを3勝2敗で倒したが、ワールドグループ決勝ではオーストラリアに1勝4敗で敗れ、デ杯初優勝を逃す。ピエトランジェリはニール・フレーザーに11-9, 6-3, 1-6, 6-2で勝ち、チーム唯一の白星を挙げた。ところが、1961年全仏選手権男子シングルス決勝でピエトランジェリはマニュエル・サンタナに6-4, 1-6, 6-3, 0-6, 2-6で敗れ、大会3連覇を逃してしまう。デ杯でも2年連続のワールドグループ決勝進出を果たしたが、オーストラリアには5戦全敗で終わった。
1963年のデビスカップを最後に、ダブルスのパートナーであったシローラが現役を引退する。ピエトランジェリとシローラのペアは、デ杯のダブルスでイタリア代表最多記録となる34勝8敗の戦績を残し、今なおイタリアの「ベストダブルスチーム」としてデ杯の公式記録に残っている。シロラの引退後、ピエトランジェリにも力の衰えが訪れ始め、イタリア代表はヨーロッパ・ゾーンから上に勝ち進めなくなった。ピエトランジェリは1964年全仏選手権男子シングルスで3年ぶり4度目の決勝進出を果たしたが、またもやマニュエル・サンタナに決勝で敗れ、2度目の準優勝に終わる。これでピエトランジェリの全仏選手権決勝は2勝2敗で終わった。
ピエトランジェリはデビスカップではイタリア代表歴代1位となる「120勝44敗」(シングルス78勝32敗, ダブルス42勝12敗)の戦績を残した。出場回数「18回」もイタリア代表のトップである。最後の年には、ピエトランジェリはアドリアーノ・パナッタとダブルスを組む機会があった。1976年にはデビスカップイタリア代表監督を務め、イタリアをデ杯初優勝に導いた。決勝相手はルイス・アヤラ監督率いるチリで、ピエトランジェリは1960年全仏選手権に続いて“デ杯監督対決”でもアヤラに勝ったことになる。1986年、ピエトランジェリはイタリア人のテニス選手として最初の国際テニス殿堂入りを果たした。

## 全仏選手権の成績
- 男子シングルス：2勝 (1959年, 1960年) [準優勝2度：1961年, 1964年]
- 男子ダブルス：1勝 (1959年) [準優勝1度：1955年] (1959年は単複2冠制覇)
- 混合ダブルス：1勝 (1958年)